# أنيغو

## معلومات الدراما
اسم الدراما: アネゴ
بالروماجي: Anego
 نوعها: رومانسية
كاتبة القصة: هاياشي ماريكو
عدد حلقاتها: 10 حلقات + حلقة خاصة
تاريخ العرض: 20 أبريل 2005 حتى 22 يونيو 2005

## نبذة
نودا ناوكو: 32 عاماً تعمل في شركة تجارية، تدعى فجأة بـ «أنيغو» (الصيغة الرسمية للأخت الكبرى، مثل انيكي)، أحد الموظفين الجدد الأصغر منها سناً (كوروساوا أكيهكو) هو من بدأ بإطلاق هذا الاسم عليها لأنها كأخت كبرى لجميع موظفين الشركة وأصدقائها في المكتب، فهم يلجؤون إليها لتساعدهم في حل مشاكلهم. وتحكي الدراما حياة «أنيغو» بما فيها، حبها وحياتها العاطفية، مشاكل أصدقائها، ومخاوفها من المستقبل.

## الممثلون
شنوهارا ريوكو في دور نودا ناوكو
توموساكا ريي في دور ساواكي ايريكو
أكانيشي جين في دور كوروساوا أكيهكو
تودا ناهو في دور كاتو هيرومي

## أغاني الدراما
- أغنية البداية We Will Rock من أداء كوين
- أغنية النهاية KISS or KISS من أداء كيتادا نانا

## بعد العرض
نسبة المشاهدة
- الحلقة الأولى: 15.5 %
- الحلقة الثانية: 13.8 %
- الحلقة الثالثة: 14.3 %
- الحلقة الرابعة: 15.7 %
- الحلقة الخامسة: 16.6 %
- الحلقة السادسة: 17.4 %
- الحلقة السابعة: 15.4 %
- الحلقة الثامنة: 15.8 %
- الحلقة التاسعة: 14.3 %
- الحلقة العاشرة: 17.5 %

## وصلات خارجية
- أنيغو على موقع IMDb (الإنجليزية)
- أنيغو على موقع كينوبويسك (الروسية)
- أنيغو على موقع قاعدة بيانات الفيلم (الإنجليزية)